# Tannodia perrieri
Tannodia perrieri är en törelväxtart som först beskrevs av Jacques Désiré Leandri, och fick sitt nu gällande namn av Radcl.-sm.. Tannodia perrieri ingår i släktet Tannodia och familjen törelväxter.
Artens utbredningsområde är Madagaskar.

## Underarter
Arten delas in i följande underarter:
- T. p. latifolia
- T. p. ludiifolia
- T. p. perrieri